# Đỗ Huy Liêu
Đỗ Huy Liêu (chữ Hán: 杜輝璙, 1845-1891), tự Ông Tích, hiệu Đông La; là quan nhà Nguyễn và là danh sĩ yêu nước ở Nam Định vào cuối thế kỷ XIX trong lịch sử Việt Nam.

## Cuộc đời và sự nghiệp
Ông sinh ngày 30 tháng 12 năm Giáp Thìn (tức 6 tháng 2 năm 1845) tại làng La Ngạn, xã Yên Đồng, huyện Ý Yên tỉnh Nam Định. Ông nội ông là Cử nhân Đỗ Huy Cảnh làm Tuần phủ Biên Hòa, cha ông là Phó bảng Đỗ Huy Uyển làm Biện lý bộ Hộ (tục gọi Biện Lý La Ngạn), cả hai đều là bậc danh sĩ triều Nguyễn.
Năm Đinh Mão (1867), Đỗ Huy Liêu đỗ đầu thi Hương (Giải nguyên), được bổ làm Điển tịch Viện Hàn lâm, Huấn đạo huyện Yên Mô (Ninh Bình).
Năm Kỷ Mão (1879), Dự thi Đình, ông đỗ Đình nguyên, Đệ nhị giáp tiến sĩ xuất thân (Hoàng giáp) nên được tục gọi là Hoàng giáp Liêu. Trong kỳ thi này, bài của ông được vua Tự Đức phê là: "Quả có thực học, những kẻ dẫm theo vết mòn không thể làm được".
Thi đỗ cao, Đỗ Huy Liêu được bổ làm Hàn lâm viện trước tác, sau đó bổ giữ chức Tri phủ Đoan Hùng (nay thuộc tỉnh Phú Thọ).
Tháng Bảy năm Canh Thìn (1880), triều đình đổi ông làm Tri phủ Lâm Thao (cũng thuộc tỉnh Phú Thọ). Tháng Tư năm Nhâm Ngọ (1882), ông được thăng làm Án sát Hà Nội. Tháng Năm năm Tân Mão (1882), cha mất, ông về nhà cư tang.
Năm Giáp Thân (1884), vua Hàm Nghi được đưa lên ngôi ở tuổi 13, Đỗ Huy Liêu được triệu vào kinh làm Biện lý bộ Hộ, rồi Tham Tá nội các sự vụ. Trong khoảng thời gian này, ông còn giữ chức Phụ đạo, dạy cho vua học và dạy cho hai con của Phụ chính Tôn Thất Thuyết là Tôn Thất Đạm và Tôn Thất Thiệp, sau này đều là các dũng tướng trong phong trào Cần Vương chống Pháp.
Năm Ất Dậu (1885), quân Nam đánh úp quân Pháp ở Huế không thành, Tôn Thất Thuyết phải đưa vua Hàm Nghi xuất bôn. Đỗ Huy Liêu bị quân Pháp bắt giam vì có liên can. Để mua chuộc, sau đó người Pháp thả tự do và cho ông làm Bố chính Bắc Ninh, nhưng ông cương quyết từ chối.
Về lại La Ngạn, ông lo phụng dưỡng mẹ già. Theo nhà chí sĩ Phan Bội Châu thì sau khi quân Pháp đánh chiếm Nam Định, ông cùng với bạn là Vũ Hữu Lợi (lúc bấy giờ cũng đang bỏ quan về đây dạy học), ngầm chiêu mộ nghĩa quân, chuẩn bị khởi nghĩa chiếm lại tỉnh thành này. Tuy nhiên cuộc khởi nghĩa không thành, vì bị Tổng đốc Vũ Văn Báo cáo giác. Dụ hàng không được, Vũ Hữu Lợi bị quân Pháp chém chết tại chợ Nam Định vào đầu năm 1887, còn Đỗ Huy Liêu thì bị bắt giam đến mấy năm mới được tha, nhưng vẫn phải chịu sự quản thúc của chính quyền thực dân Pháp.
Ngày 1 tháng 5 năm Tân Mão (tức 7 tháng 6 năm 1891), tổ chức xong lễ mãn tang cho mẹ vào buổi sáng thì buổi chiều Đỗ Huy Liêu đột ngột từ trần. Theo Phan Bội Châu, thì ông đã uống thuốc độc tự vẫn. Năm ấy, ông mới 47 tuổi.

## Tác phẩm
Thơ văn Đỗ Huy Liêu được người sau tập hợp lại thành bộ La Ngạn Đỗ đại gia thi tập. Tuy nhiên, ở Thư viện Thông tin khoa học Xã hội (Hà Nội) hiện chỉ có phần Đông La thi tập và La Ngạn Đỗ đại gia phú tập của bộ sách này.
Gần 200 bài thơ trong Đông La thi tập, phần lớn đều được ông sáng tác vào những năm cuối đời, nên đều trĩu nặng nỗi u buồn vì thời thế không thể cứu vãn, tiêu biểu nhất là một chùm gồm 120 bài có tên chung là Sầu ngâm.
Nhìn chung, thơ ông đều toát lên một tinh thần yêu nước sâu sắc, bộc lộ được những suy tư triết lý về cuộc sống, những tâm tư sầu não và bế tắc của mình, mà cũng là của tầng lớp sĩ phu lúc đó.

## Trong Việt Nam vong quốc sử
Năm 1905, cuộc đời của Đỗ Huy Liêu đã được nhà chí sĩ Phan Bội Châu giới thiệu trong sách Việt Nam vong quốc sử như sau:
...Nước mất, cùng với Vũ Hữu Lợi đồng mưu, (ông bị) người Pháp bắt giam trong nhà pha, cấm không cho ăn uống. Liệu (theo cách gọi của tác giả) vì còn mẹ già không có ai nuôi, nên không dám chết, ngồi tù đợi mệnh như thế đến mấy năm. Sau... Liệu được tha vì mới âm mưu khởi loạn, chưa có thực trạng, nhưng hàng tháng phải đến điểm danh trình diện với Tây một lần... Mẹ mất rồi, hết hạn để tang, ông mời tất cả môn sinh tử đệ đến dặn rằng: "Trước đây sở dĩ bo bo không nỡ chết là vì có mẹ già. Nay tang mẹ xong rồi, ta chết đây". Liền uống thuốc chết.
Phong tư ông ôn nhã mà vẫn bao hàm vẻ lẫm liệt không ai xâm phạm đến được. Người ta có nói đến người Pháp và việc bị người Pháp nô lệ, ông chỉ mỉm cười không đáp. Nhưng cái chí báo thù của Tử Phòng, Gia Cát thực không khoảnh khắc nào quên. Bị người Pháp bó buộc nghiêm ngặt quá, không thể cựa quậy được, ông ôm chí cho đến chết…

## Câu đối viếng và ghi công
Tin Đỗ Huy Liêu mất đã gây xúc động trong giới sĩ phu và nhân dân lúc bấy giờ. Có nhiều bài thơ và câu đối điếu ông. Trích giới thiệu câu đối điếu bằng chữ Hán của Cao Xuân Dục (lúc này ông đang làm Tổng đốc Nam Định):
Cái kỳ sinh kỳ cố kỳ tử diệc kỳ, mạc hoặc giả nhân trọc nhi ngã thanh, nhân túy nhi ngã tinh, thuật lai chúc tử sổ ngôn, quát nhãn quan hà lưu thế lệ;
Duy kỳ hành hiển, cố kỳ tàng diệc hiển, dĩ yên tai tương kiến năng kỷ thời, tương thức năng kỷ nhân, tài khứ đàm thân nhất nhật, hồi đâu thân thế hận ba đào.
Tạm dịch:
Lúc sống vốn kỳ, lúc chết cũng kỳ, có phải chăng người say mà ta tỉnh, người đục mà ta trong, những trối trăng con cháu đôi lời, ngoảnh lại non sông giàn nước mắt;
Khi xuất đã rõ, khi xử càng rõ, rành là thế cùng hiểu nào mấy người, cùng gặp nào mấy độ, vừa xong tang mẹ già một bữa, đoái trông thân thế hận ba đào.
Tên Đỗ Huy Liêu hiện được dùng để đặt tên cho một đường phố thuộc phường Thống Nhất, thành phố Nam Định, tỉnh Nam Định.
Đỗ Huy Liêu hiện cũng được đặt tên cho một trường Phổ Thông Trung học tại xã Yên Thắng huyện Ý Yên - tỉnh Nam Định. Trường THPT Đỗ Huy Liêu (tên gọi cũ là trung tâm Giáo dục Thường xuyên Ý Yên B)

## Sách tham khảo
- Phan Bội Châu, Việt Nam vong quốc sử. Nhà xuất bản Khoa học xã hội, Hà Nội, 1992.
- Nguyễn Q. Thắng & Nguyễn Bá Thế, Từ điển nhân vật lịch sử Việt Nam. Nhà xuất bảnKhoa học xã hội, Hà Nội, 1992.
- Nhiều người soạn - Văn học yêu nước và cách mạng Hà Nam Ninh (tập 1). Nhà xuất bản Khoa học xã hội, Hà Nội, 1981.
- Quốc triều hương khoa lục. Nhà xuất bản TP.Hồ Chí Minh, 1993.
- Các nhà khoa bảng Việt Nam. Nhà xuất bản Văn học, Hà Nội, 1993.